# Шумма
Шумма́ (Скіумма) — острів в Червоному морі в архіпелазі Дахлак, належить Еритреї, адміністративно відноситься до району Дахлак регіону Семіен-Кей-Бахрі.

## Географія
Розташований в проході Массава Південний і є найближчим до материка островом архіпелагу. Має видовжену правильну форму, довжина — 4,5 км, ширина 1-1,5 км. З південного боку виділяється невелика гавань Сміт. Крайня північно-західна точка — мис Рас-Ассай, крайня південно-східна — мис Рас-Манделет. На півдні встановлено маяк. Майже весь острів облямований кораловими рифами.
| Прапор Еритреї | Це незавершена стаття про Еритрею. Ви можете допомогти проєкту, виправивши або дописавши її. |